# Метрополітен Сучжоу
Метрополітен Сучжоу (кит.: 苏州轨道交通) — система ліній метрополітену в місті Сучжоу, Цзянсу, КНР. Метрополітен відкрився 28 квітня 2012 року, та став другим метрополітеном в провінції Цзянсу після Нанкінського.

## Історія
Будівництво метрополітену почалося 26 грудня 2007 року.

### Хронологія відкриття ліній
- 28 квітня 2012 — відкриті всі станції Лінії 1.
- 28 грудня 2013 — відкрита початкова ділянка Лінії 2, 22 станції та 26,6 км.
- 24 вересня 2016 — розширення Лінії 2 на 13 станцій та 13,8 км.
- 15 квітня 2017 — відкриті всі станції Лінії 4.
- 25 грудня 2019 — в повному складі відкрита Лінія 3.

## Лінії
Переважна більшість станцій в місті підземна, в системі лише 5 естакадних станцій. Всі станції задля безпеки пасажирів обладнані платформними розсувними дверима.
| №   | Дата відкриття | Останнє продовження | Кількість станцій | Кінцеві станції                                | Довжина в км | Кількість підземних станцій |
| --- | -------------- | ------------------- | ----------------- | ---------------------------------------------- | ------------ | --------------------------- |
| (1) | 28 квітня 2012 | —                   | 24                | «Mudu» — «Zhongnan Jie»                        | 25,7         | 24                          |
| (1) | 28 грудня 2013 | 24 вересня 2016     | 35                | «Qihe» — «Sangtiandao»                         | 40,4         | 30                          |
| (1) | 25 грудня 2019 | —                   | 37                | «Xiangchenglu» — «Xingfuba»                    | 45,3         | 37                          |
| (1) | 15 квітня 2017 | —                   | 38                | «Longdaobang» — «Tongli» «Hongzhuang» — «Muli» | 52,8         | 38                          |

## Розвиток

Приблизна схема ліній на кінець 2024 року

Станом на середину липня 2020 року в місті будується 5 нових ліній, серед яких одна швидкісна. Найближчим часом розпочнеться будівництво ще 12 нових ліній, проєктування яких вже йде.
- Лінія 5 — 34 станцій та 44,1 км, відкрити рух планують у 2021 році.
- Лінія 6 — 31 станція, 36,1 км, відкриття заплановане на червень 2024 року.
- Лінія 7 — 34 станції, 40, 4 км, відкриття заплановане на грудень 2024 року.
- Лінія 8 — 28 станцій, 35,5 км, відкриття заплановане на вересень 2024 року.
- Лінія S1 (швидкісна, рух ~ 100 км/г) 28 станцій, 41, 3 км, відкриття заплановане на 20232 рік.

### Трамвай
Доповнює систему рейкового транспорту міста лінія трамваю (18,1 км), відкрита 26 жовтня 2014 року. На лінії використовуються низькопідлогові багатосекційні трамваї.

## Галерея

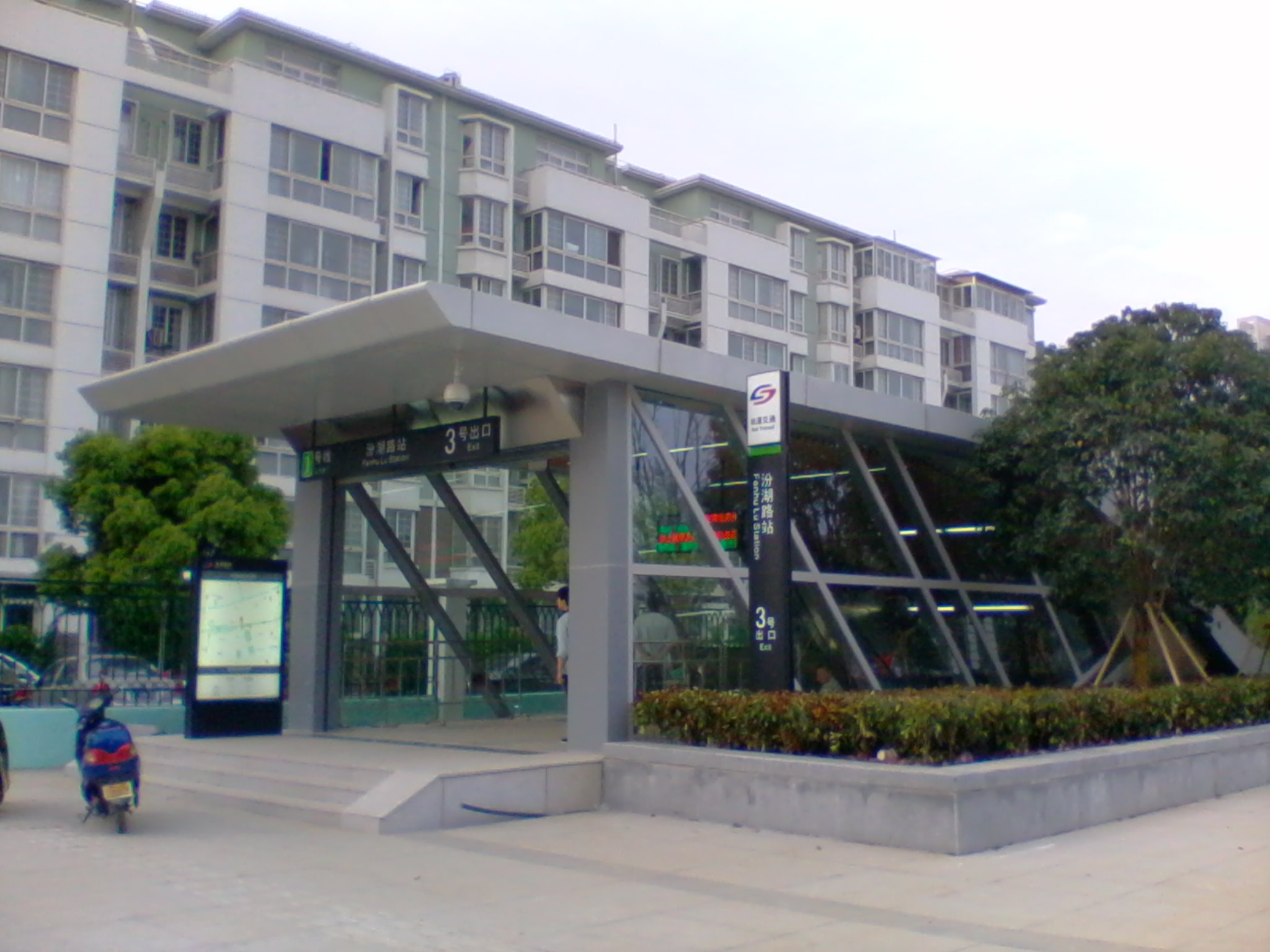
Вихід зі станції «Fenhu Lu»

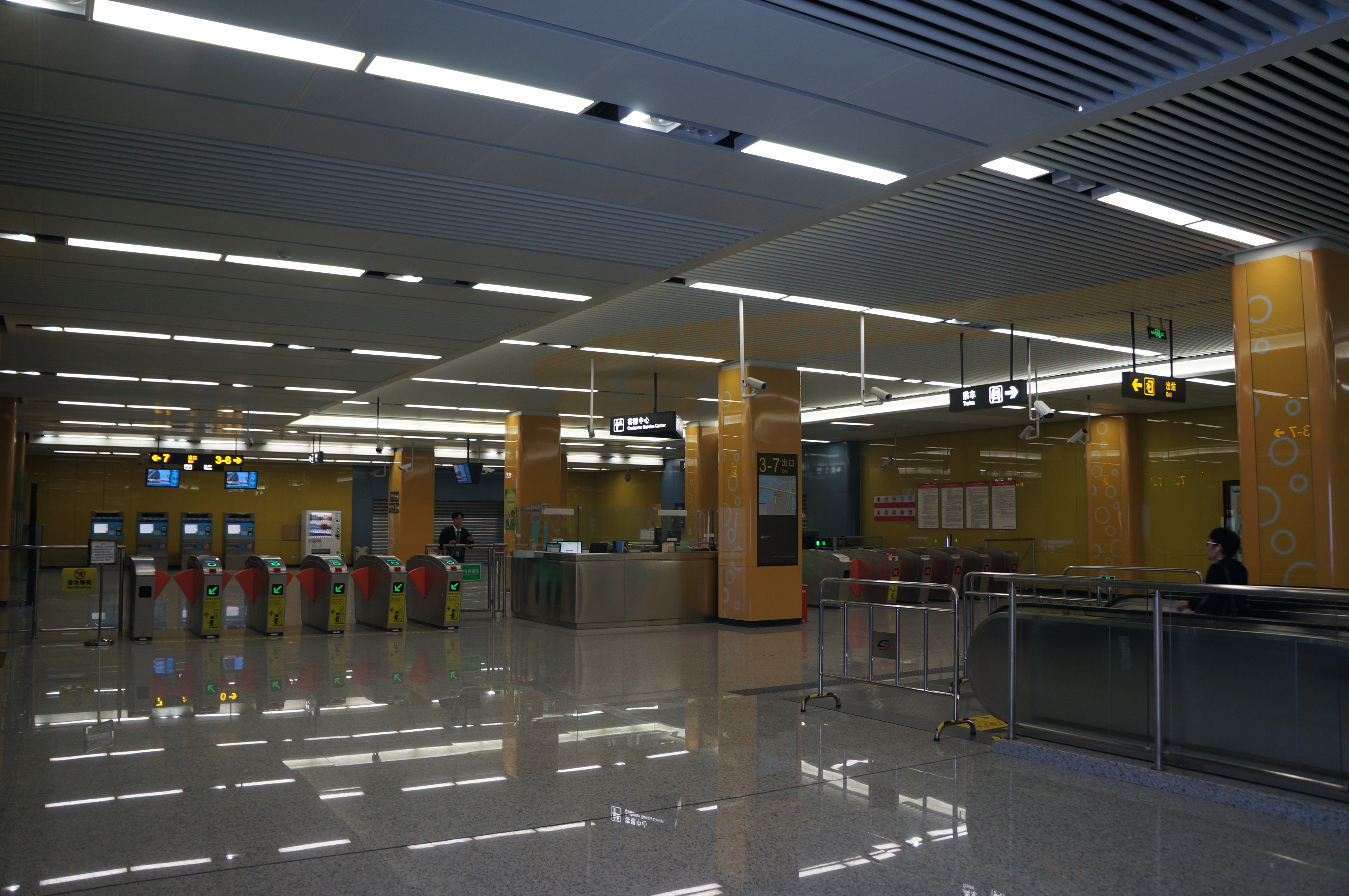
Вестибюль станції «Qihe»
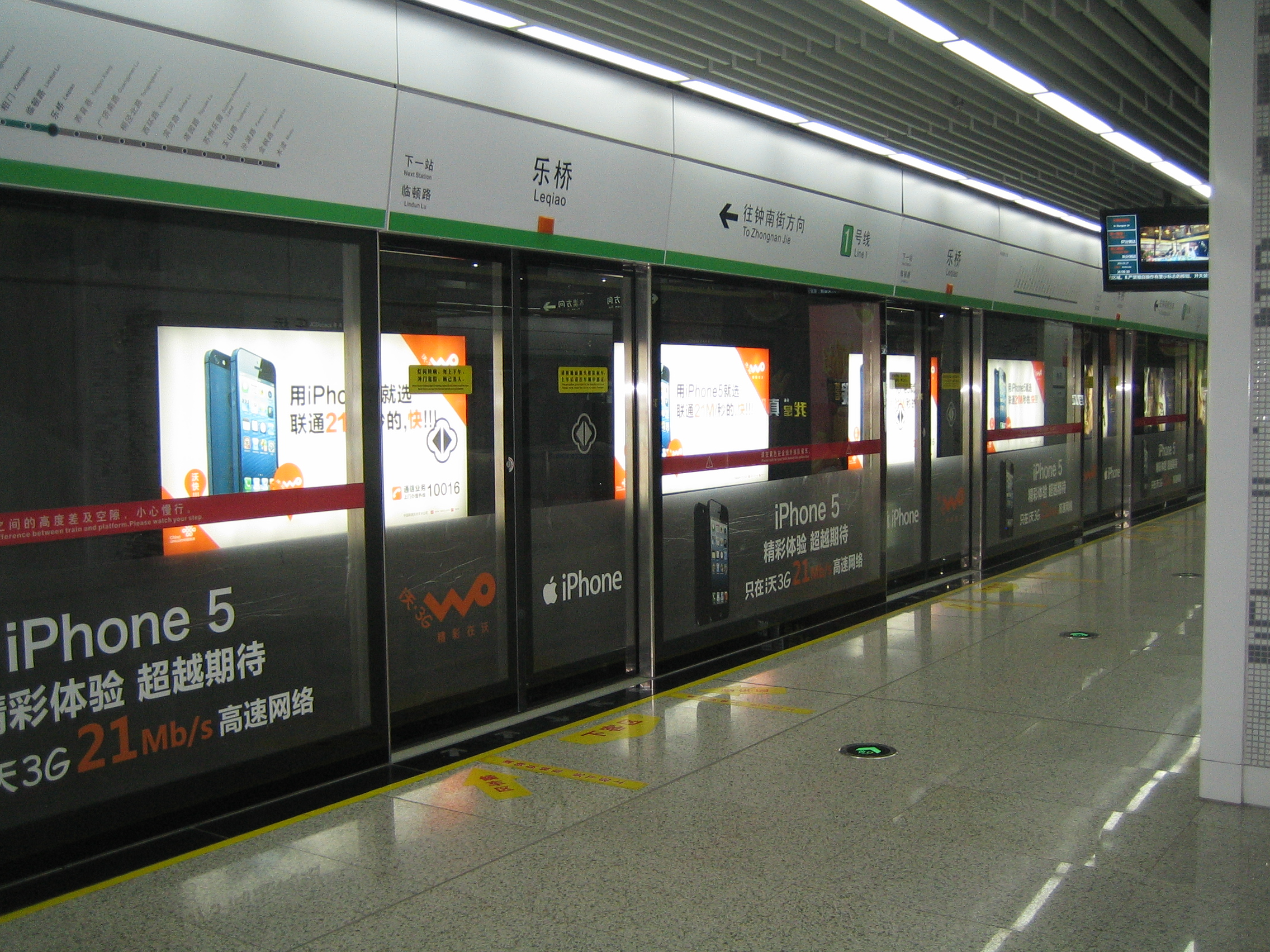
Платформа станції «Leqiao»
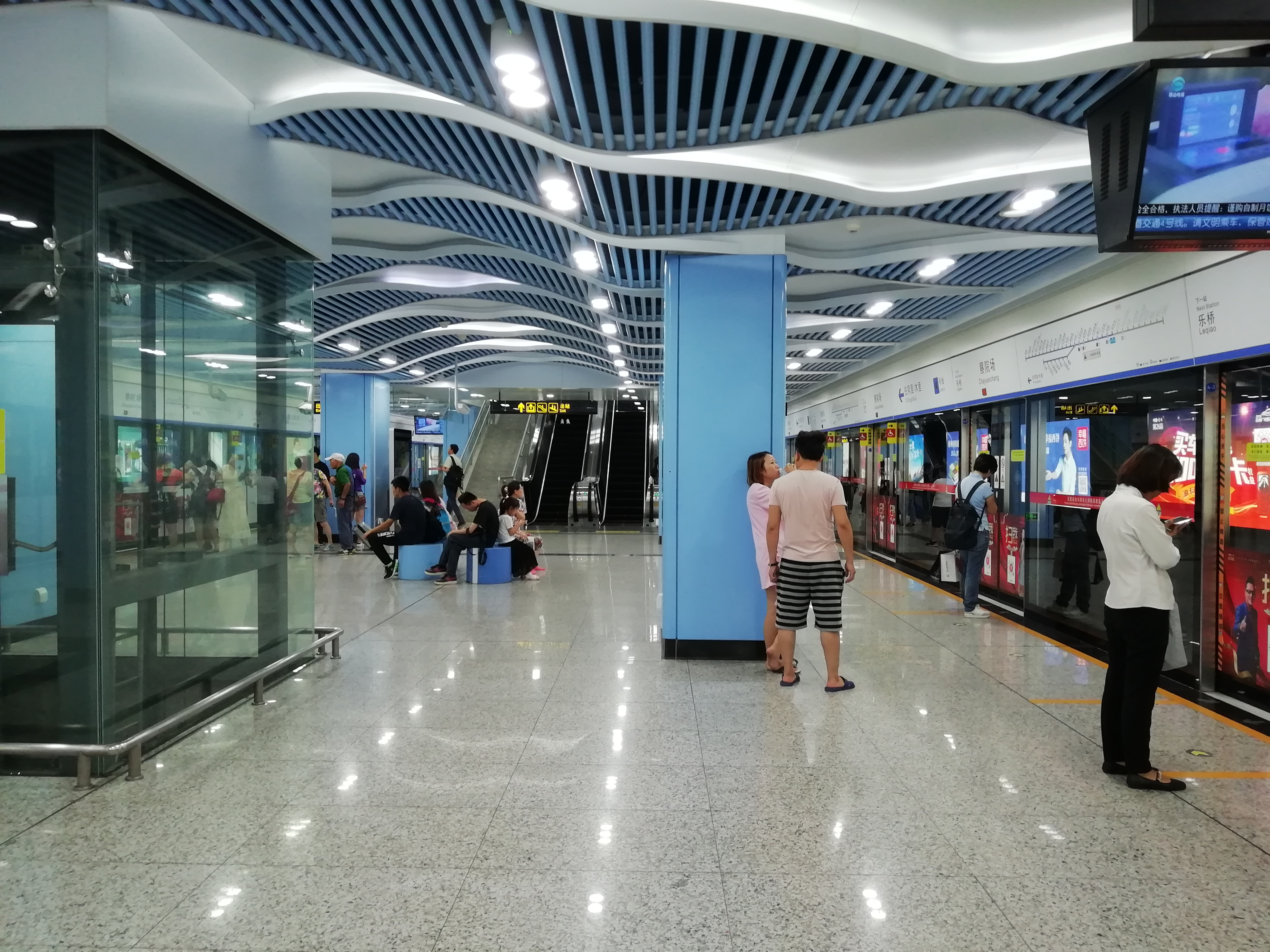
Платформа станції «Chayuanchang»
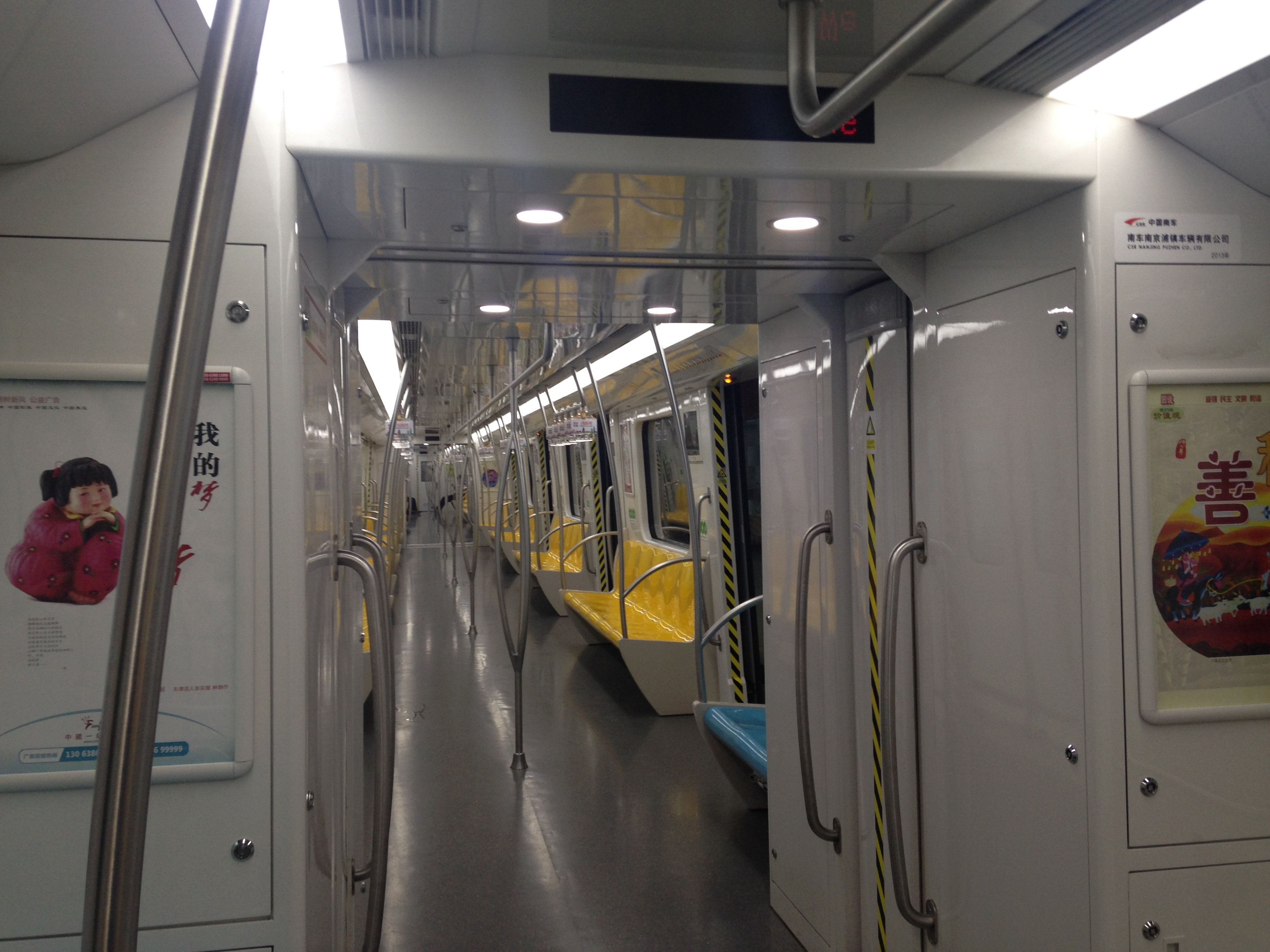
Всередині вагона, Лінія 2